# Kastron Mefaa
Das Kastron Mefaa, mittelgriechisch Κάστρον Μεφαα, arabisch كاسرتون ميفعة, das auch als Mefa und Mefaath bekannt wurde, ist ein spätrömisches und frühbyzantinisches Militärlager, in dem eine Kavallerieeinheit der Grenzschutztruppen stationiert war. Die rechteckige Fortifikation befindet sich im westlichen ariden Randbereich der jordanischen Wüste und wurde als Teil des spätantiken Limes Arabicus in vorderster Linie errichtet. Das Kastell hat sich in einem teilweise bemerkenswert guten Zustand erhalten und liegt 80 Kilometer südlich der Hauptstadt Amman, 30 Kilometer südöstlich von Madaba und nördlich des Wadi Mudschib bei Umm er-Rasas, einer kleinen Ortschaft im gleichnamigen Kreis, der zum Gouvernement Amman in Jordanien gehört. Der Wehrbau ist Teil der 2004 zum jordanischen UNESCO-Weltkulturerbe ernannten „Archäologischen Stätte Umm er-Rasas – Kastron Mefaa“.

## Lage
Geologisch wird das Gebiet von marinen Sedimenten des Maastrichtium der Oberkreide geprägt. Es sind insbesondere zwei stratigraphische Schichten, die nahe der Oberfläche vorkommen. Zum einen ist das die bis zu 18 Meter starke obere Al-Qatrana-Phosphorit-Stufe, die abwechselnd aus dünnen Schichten von Mergeln, mikrokristallinem Kalk- und Hornstein sowie stärkeren Bänken aus phosphathaltigem Hornstein besteht, zum anderen die Bahiya-Coquina-Stufe, deren Stärke 30 bis 40 Meter erreichen kann und aus mächtigen Kalksteinbänken im Wechsel mit dünnen Mergelschichten zusammengesetzt ist. Der aus diesen Schichten gewonnene Kalkstein wurde insbesondere von Austern und Gastropoden gebildet und liefert ausgezeichnetes Baumaterial.
Die Befestigung des Limes Arabicus in diesem Gebiet begann mit der Annexion des Nabatäerreiches während der Regierungszeit des Kaisers Trajan (98–117) im Jahr 106 n. Chr. Zur Sicherung der neugewonnenen Gebiete ließ der Kaiser zwischen 107 und 114 n. Chr. mit der Via Traiana Nova eine von Süden nach Norden verlaufende Militärstraße entlang des Limes errichten, die von der Hafenstadt Aila (Akaba) am Roten Meer bis zum Legionslager Bostra im heutigen Syrien reichte. Die dort stationierte Legio III Cyrenaica zeichnete für den Bau der Straße verantwortlich. Die römische Armee war über die Jahrhunderte immer wieder gezwungen, die Grenzbefestigungen weiter auszubauen. Mit den Reformen Kaiser Diokletians (284–305) und der wachsenden Bedrohung durch die Sassaniden erreichten diese Bemühungen einen Höhepunkt. Das Kastell Mefaa lag an einem der Via Traiana Nova vorgelagerten Straßenabschnitt. Dieser schloss archäologisch nachweisbar im Norden bei Amman wieder an die Via Traiana Nova an. Mit dem nächstgelegenen südlichen Kastell Qasr eth-Thuraiya war Mefaa über eine gepflasterte Straße verbunden. Diese Trasse führte anschließend weiter zum Praetorium Mobeni.  Der weitere Verlauf ist noch spekulativ. Doch kann auch hier über das Legionslager Betthorus hinaus mit einer Verbindung zur Via Traiana Nova gerechnet werden. Die byzantinische Ruinenstadt von Umm er-Rasas, die sich über drei Hektar erstreckt, befindet sich auf einem aus Kalkstein aufgebauten Hochplateau und ist in einem Umkreis von mindestens 20 Kilometern deutlich sichtbar.

## Forschungsgeschichte
Durch die Konzentration der franziskanischen archäologischen Forschungen auf die zumeist nachkastellzeitlichen christlichen Bauten ist die Erforschung des Reitergarnison etwas in den Hintergrund geraten, zumal dessen Innenbebauung durch die spätbyzantinische zivile Umnutzung in größtem Maße verändert wurde.
Die Wüstung von Umm er-Rasas wurde bereits seit dem frühen 19. Jahrhundert von europäischen Reisenden besucht. Im Jahr 1807 hatte der deutschen Reisende und Orientalist Ulrich Jasper Seetzen (1767–1811) von seinem Beduinenführer eine phantastisch ausgeschmückte Geschichte über eine bemerkenswerte Stadt gehört, als er ihn nach Ruinen in der Gegend fragte: „Die merkwürdigsten, sagte er, sind die von Ümm el Örszâs (Bleymutter). Diese vormalige Stadt … hat nur ein Thor, welches aber schöner seyn soll, als das von Dscherrásch. Er versicherte mir, diese ganze Stadt habe sich noch so gut erhalten, dass man noch alle Gassen, Häuser und Tempel sehen könne. Das Merkwürdigste dieses Orts sey die Stadtmauer, welche aus grossen schwarzen Quadersteinen bestehe, welche statt des Mörtels dünne Lagen von Bley zwischen sich hätte. … Ümm el Örszâs steht weit und breit umher wegen seiner vermeintlichen unterirdischen Schätze im grössten Ruf …“ Als Seetzen anschließend diesen wundersamen Ort besuchen wollte, machte man ihm Schwierigkeiten, und er unterließ die Reise.
Von diesen Geschichten ließen sich nachfolgende Orientreisende inspirieren. Im Frühling des Jahres 1816 besuchte der britische Forschungsreisende und Schriftsteller James Silk Buckingham (1786–1855) Umm er-Rasas. Er unterschied verschiedene Baureste, darunter auch Kirchenruinen, denen er ein gewisses Alter zusprach. Für ihn war die Kastellmauer, die er als solche jedoch nicht erkannte, das bedeutendste und älteste Objekt der Ruinenstadt: „Das Ganze scheint einst von einer starken Mauer umschlossen gewesen zu sein, von der ein großer Teil auf der Südseite noch vollständig erhalten ist und deren Fundamente auf festem Gestein gegründet wurden - und dies schien mir der älteste Teil zu sein.“ Wenig später, 1818, kamen im Rahmen einer Studienreise die britischen Marineoffiziere Charles Leonard Irby (1789–1845) und James Mangles (1786–1867) nach Umm er-Rasas. Beide waren jedoch enttäuscht und desillusioniert von dem, was sie sahen, denn eine spektakuläre antike Ruinenstadt gab es nicht zu sehen. Ohne es zu wissen, erwähnten auch sie die Umwehrung des Kastells. Sie schrieben über ihrer Ankunft in Umm er-Rasas am 11. Juni 1818: „Um 3 Uhr erreichten wir Oom-i-Rasass (Mutter der Steine). Wir fanden eine sehr umfangreiche und offensichtlich christliche Ruinenstätte; es gab Reste einer Steinmauer von der die ganze Stadt umschloss war, das Kreuzzeichen ist oft zu sehen, aber es gab keine architektonischen Monumente, die einer Erwähnung wert gewesen wären.“ Stattdessen wurde ein Mitreisender von einem Beduinen beraubt.
Jahrzehnte später, im Mai 1870, war der britische Orientalist Edward Henry Palmer (1840–1882) in der Ruinenstätte. Er erkannte, dass hier in christlicher Zeit eine Stadt von beträchtlicher Bedeutung existiert hatte. Ihm folgte 1872 der britische Geistliche und Forschungsreisende Henry Baker Tristram (1822–1906), der Umm er-Rasas als eine solide gebaute Stadt erkannte, die wesentlich vollkommener war als alles, was er bisher gesehen hatte. 1896 beschrieb der französische Assumptionist und Byzantinist Siméon Vailhé (1873–1960) wieder die massiven Wehrmauern und äußerte als erster den Verdacht, dass diese zu einem römischen Kastell gehört haben könnten. Im Jahr darauf, 1897, widersprach der französische Orientalist und Archäologe Charles Clermont-Ganneau (1846–1923) dem Volksglauben, der den Namen Umm er-Rasas mit Blei in Verbindung gebracht hatte. Er schlug die heute übliche, weiter unten behandelte Toponomastik vor.

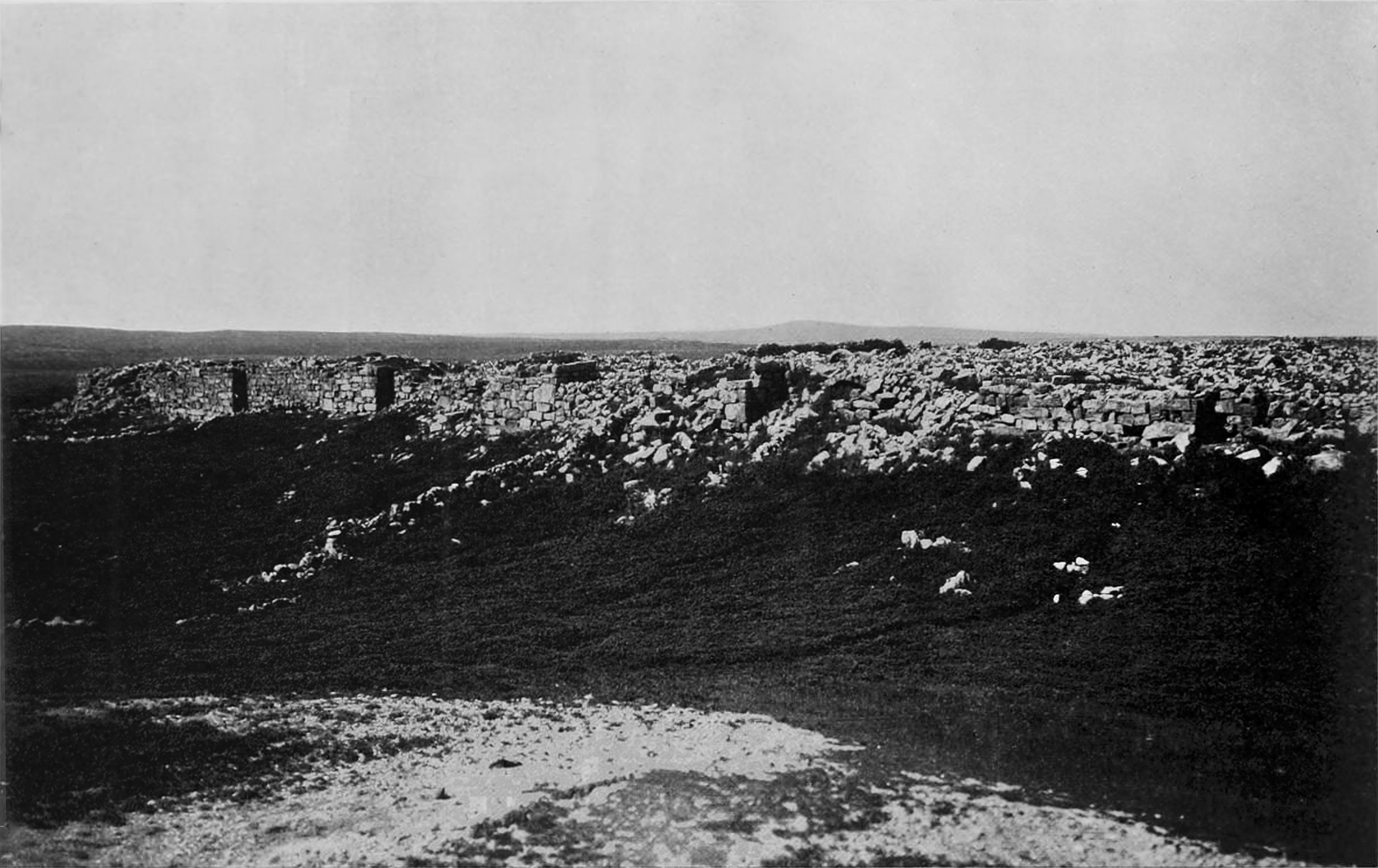
Die im April 1897 von Nordosten aufgenommene Ostfront des Kavalleriekastells bis zu ihrem südlichen Ende

Die wichtigste, wenn auch lediglich schematisierte Bauaufnahme des 19. Jahrhunderts ist, wie an vielen Plätzen in Transjordanien, dem österreichischen Althistoriker Alfred von Domaszewski (1856–1927) und dem deutsch-amerikanischen Philologen Rudolf Ernst Brünnow (1858–1917) zu verdanken, die den römischen Limes und viele weitere antiken Stätten der einstigen Provinz Arabia untersuchten. Im April 1897 trafen sie mit ihrer Expedition in Umm er-Rasas ein, nahmen sich aber, was selten vorkam, nicht genügend Zeit, um die Wehrmauer eingehender zu dokumentieren. Sie sahen deren Ruine auch nicht als Überrest eines römischen Militärlagers an und konnten sich nicht dafür entscheiden, im Inneren der Umwehrung eine Stadt zu erkennen, vielmehr nannten sie den Gesamtkomplex „Hauptruine“. Zur Wehrmauer schrieben beide: „Diese Umfassungsmauer ist aus schlechten Bruchsteinen roh und ohne Mörtel zusammengefügt, so daß trotz der schwach vorspringenden Türme von einer ernstlichen Verteidigung des Platzes nicht die Rede sein kann.“ Als Interpretation für die ursprüngliche Nutzung der „Hauptruine“ nahmen sie eine byzantinische Karawanserei an.
Der nächste wichtige Besucher war der Biblische Archäologe Nelson Glueck (1900–1971), der am 5. Juni 1933 wie an vielen anderen Plätzen eine kleine Feldbegehung vornahm, um datierbare Keramikscherben zu sammeln. Der konnte anschließend nabatäische, byzantinische und arabisch-islamische Fragmente bestimmen.
Die anschließenden Forschungen, die hauptsächlich von Christlichen Archäologen des Studium Biblicum Franciscanum in Jerusalem getragen wurden, brachten für die nachkastellzeitliche Geschichte des Ortes weltweit einzigartige Funde und Befunde der byzantinischen Zeit ans Licht, die jedoch wenig mit der hier behandelten Kastellgeschichte zu tun haben.
Den wichtigsten Anteil an den bisherigen Forschungen zum eigentlichen Kastell haben die schweizerischen Mittelalterarchäologen Jacques Bujard und Michelle Joguin, die im Rahmen der von 1988 bis 1999 tätigen Schweizerischen Archäologischen Mission der Stiftung Max van Berchem 1992 in Umm er-Rasas forschten. Ziel war es, die bisherigen Datierungen zu präzisieren. Neben dem Studium der äußerlich sichtbaren Details der Umwehrung wurde auch ein Sondageschnitt an deren Fuß vorgenommen. Zudem sollte untersucht werden, ob zwei nachträglich in die Ostmauer eingebettete Kirchen noch in den kastellzeitlichen, spätrömischen Kontext gehörten. Der zu untersuchende Abschnitt innerhalb des Befestigung reichte vom Osttor bis zur Südostecke des Kastells.

## Name
Der antike Name des Kastells mit dem dazugehörigen Lagerdorf (Vicus), aus dem sich eine Stadt entwickelte, wird durch mehrere schriftliche Zeugnisse überliefert. In der Notitia Dignitatum Orientis, einem spätrömischen Staatshandbuch, wird die dortige Truppenaufstellung erwähnt:
Sub dispositione viri

spectabilis ducis Arabiae:

…

Equites promoti indigenae, Mefa.
Der Kirchengeschichtsschreiber Eusebius von Caesarea berichtet in seinem Onomastikon „Περι τῶν τοπικῶν ὀμομάτῶν“, dass es in Mefaa eine römische Garnison gegeben hat. In der Edition Klostermanns wird der Ort zweimal genannt, als Μηφαάθ sowie Μωφάθ. Hieronymus, der das Onomastikon ins Lateinische übertrug, nennt die Ortsnamen Mefaath beziehungsweise Mofath. An der für das Kastell wichtigen Stelle heißt es:
Mefaath in tribu Beniamin. Sed et alia est trans Iordanem in qua praesidium Romanorum militum sedet propter vicinam solitudinem.
Übersetzung: „Mefaath (befindet sich) in der Tribus Benjamin. Aber ein anderes ist in Transjordanien, in dem sich eine römische Garnison in nächster Nähe zur Wüste befindet.“
Neben diesen Nennungen konnte Mefaa auch durch drei vor Ort entdeckte griechische Inschriften aus der Umayyadenzeit (661–750) identifiziert werden. Sie wurden in Form von Mosaiken während der Ausgrabungen in einer 587 n. Chr. errichteten Kirche des Heiligen Sergius sowie einer dem Heiligen Stephan geweihten Kirche entdeckt. Letztere zeigt auch eine Stadtansicht, die zu einem in den Jahren 756 und 785 verlegten Mosaikfußboden gehört. Dort lautet das Toponym „Κάστρον Μεφαα“ (Kastron Mefa’a). Die Kirchen florierten also noch lange nach der von 634 bis 638 datierenden islamischen Eroberung der Levante. In den arabischen Quellen findet sich im 10. und 11. Jahrhundert der Name al-Mayfa’a. Erst mit den 1986 begonnenen Kirchengrabungen unter der Leitung des Franziskanerpaters und Christlichen Archäologen Michele Piccirillo (1944–2008) gelang die genaue Lokalisierung des Ortes. Der moderne Name Umm er-Rasas oder Umm al-Rasas wurde offenbar von den eindrucksvolle Resten des Kastells abgeleitet, denn das Wort rasas ist möglicherweise ein Derivat der arabischen Wörter rass oder mourassas und wäre dann eine Konnotation für „sorgfältig errichtete Mauern“. Die erste schriftlich aufgezeichnete Nennung des heutigen Names stammt, wie oben erwähnt, von Seetzen, der ihn am Abend des 23. Januar 1807 von seinem Beduinenführer hörte.

## Baugeschichte

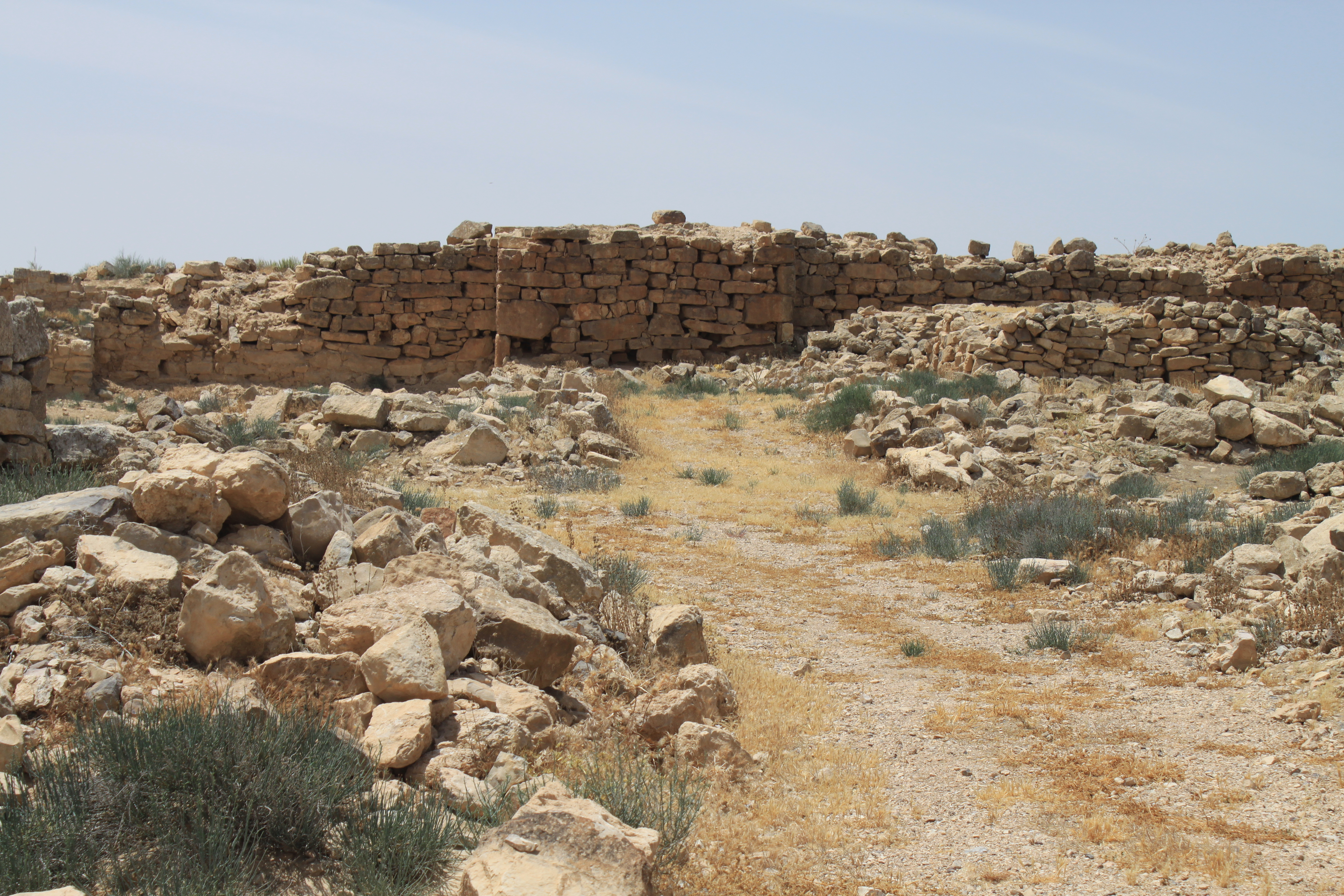
Erhaltene Reste der östlichen Umwehrung mit dem Untergeschoss eines Zwischenturms an der Nordseite (Zustand 2012)

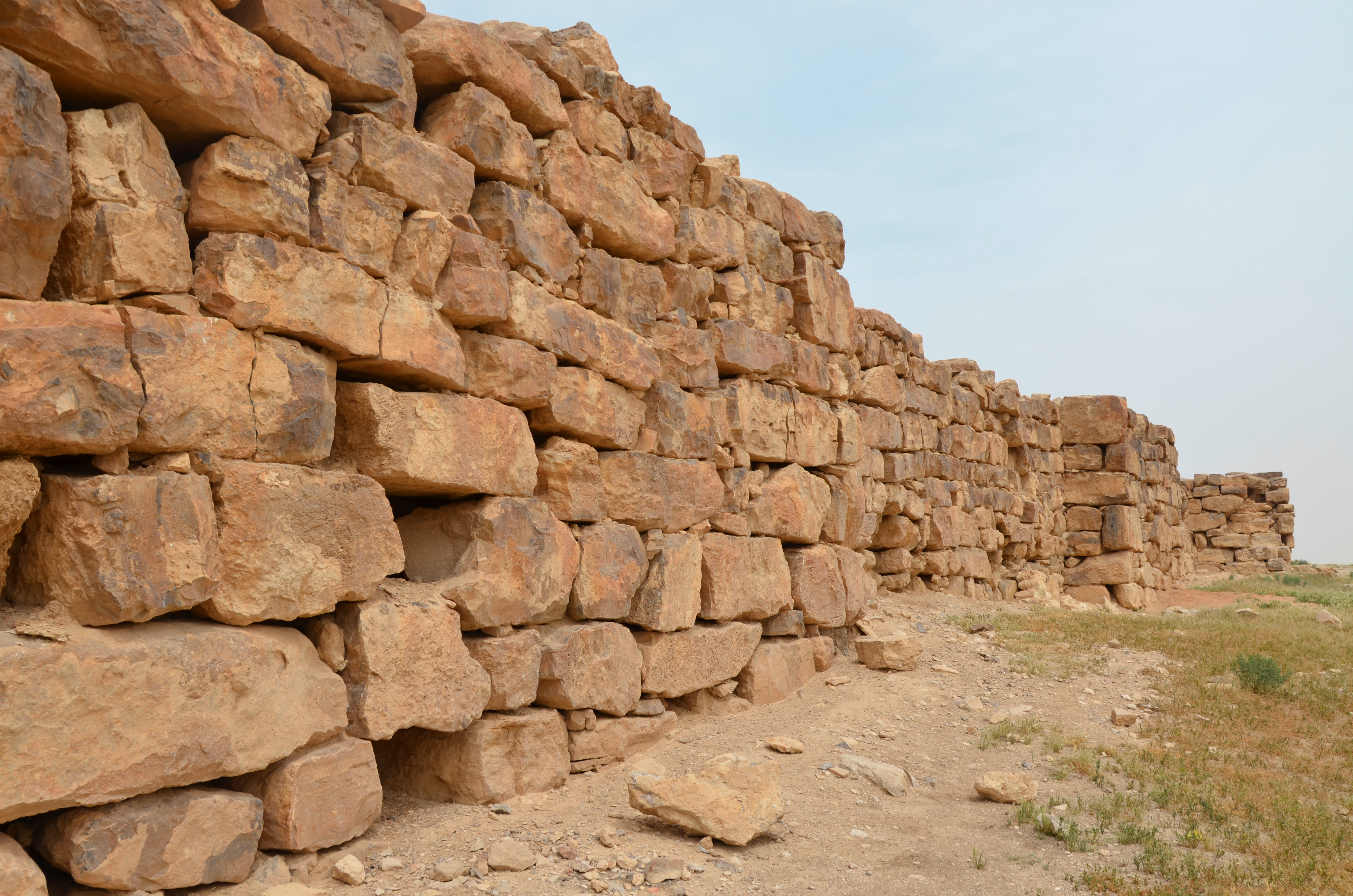
Die östliche Umwehrung von Süden (Detail; Zustand 2017)

Funde, die im Bereich der 718 erbauten byzantinischen Kirche St. Stephan bei den Ausgrabungen geborgen wurden, deuten auf eine erste Besiedlung während der Eisenzeit hin. Dazu zählt die Basis einer Basaltsäule, ein Skarabäus sowie keramisches Material der Eisenzeit IIc (700–586 v. Chr.). Daneben fanden sich auch thamudische, nabatäische sowie lateinische Inschriften, die als Spolien im Kirchenkomplex von St. Stephan verbaut waren.
Das in der Notitia Dignitatum „Mefa“ genannte Kastell unterstand im ausgehenden 4. Jahrhundert dem Dux Arabiae. Die von Anfang an als Reiterkastell geplante, rechteckige Anlage wurde auf einer sanften Hügelkuppe errichtet und umfasste 158 × 139 Meter (= 2,2 Hektar). Mit seinen Längs- und Schmalseiten orientiert sich die Anlage relativ genau an den Haupthimmelsrichtungen, wobei die Längsseiten im Norden und Süden stehen. Nach Ausweis der Befunde wurde die Fortifikation wie beispielsweise das bauinschriftlich datierbare Castra Praetorii Mobeni in der Zeit um 300 n. Chr. errichtet. Damit hat die Gründung der Garnison in „Mefa“ zwischen 293 und 305 n. Chr., also in die Zeit der ersten Tetrarchie, stattgefunden. Wie die Inschrift des Praetorium Mobeni im Weiteren bezeugt, wird auch in diesem Fall möglicherweise der damalige Statthalter der Provinz Arabia, Aurelius Asclepiades, die Errichtung des Kastells angeordnet haben. Unterstützt wird diese Anfangsdatierung durch ein Inschriftenfragment aus Mefaa selbst, das in die Jahre 306/307 datiert. Die aus Sandstein gefertigte Inschriftenplatte wurde als Spolie bei den Ausgrabungen der im Jahr 718 errichteten Stephanuskirche wiederentdeckt. Die von den Schweizer Archäologen vorgenommene Sondage erbrachte keramisches Material, das hauptsächlich aus dem 2. und 3. Jahrhundert n. Chr. stammte. Nach Analyse dieses Materials kann das Kastell frühestens während der zweiten Hälfte des 3. Jahrhunderts oder zu Beginn des 4. Jahrhunderts errichtet worden sein. Der mit wertvollen Mosaiken ausgestattete Doppelkirchenbau im südöstlichen Kastellviertel, dessen Apsiden unmittelbar an die Wehrmauer anschlossen, stammt aus dem nachkastellzeitlichem 6. Jahrhundert und wurde noch während der Umayyadenzeit wieder aufgelassen.

### Umwehrung
Die rund zwei Meter starke Umwehrung besteht aus grob behauenen Bruchsteinblöcken, die in ungleichmäßigen Lagen als Trockenmauerwerk über dem anstehenden Felsen aufgeführt waren. Kleine Bruchsteine verkeilen die teils riesigen Blöcke, die oftmals eine Länge von rund 1,50 Meter haben und etwa 0,50 Meter hoch sind. Stellenweise hat sich diese Wehrmauer offenbar fast in ihrer ursprünglichen Höhe von etwa fünf bis sechs Meter erhalten. Die Umwehrung wird durch rechteckige bastionsartige Mauervorsprünge gegliedert, die sich in einem Abstand von ungefähr acht Metern entlang der Umwehrung aneinanderreihen und zwischen 1,00 bis 1,25 Meter aus dem Mauerverband hervorspringen. Der Wehrbau besitzt insgesamt achtzehn solcher Kampfplattformen. Fünf finden sich entlang der Nordfront und im Süden, vier im Osten und Westen. Anstelle eines zugänglichen Erdgeschosses besitzen diese Plattformen einen massiv gemauerten Sockel. Stellenweise hat sich auf dem Sockel noch eine Steinpflasterung erhalten, die 0,30 bis 0,60 Meter tiefer liegt als die erhaltene Wehrmauer. Diese Mauer bildet an den Bastionen eine Brüstung, die rund 0,75 Meter stark ist. Über den Bastionen konnten keinerlei aufgehende architektonische Konstruktionen beobachtet werden, was darauf hindeutet, dass diese kein weiteres Stockwerk und keine Überdachung besessen haben. Es wird angenommen, dass die Bastionen über Leitern bestiegen werden mussten. Die einzige bisher feststellbare Steintreppe war zur Erschließung der Kurtinen gedacht. Zusätzlich zu den 18 Bastionen besaß das Kastell vier Flankierungstürme, die offenbar in der Art von Schalentürmen gestaltet waren, da sie mit ihren offenen Rückseiten wie die Bastionen nicht ins Kastellinnere ragten. Ihre beiden rechtwinkelig nach außen zeigenden Längsseiten waren rund 2,20 Meter lang.
An einigen der am besten erhaltenen Bastionen können die Reste von uneinheitlichem Mauerwerk beobachtet werden, das offensichtlich nachträglich die ursprünglich zum Lagerinneren hin offenen Seiten der Bastionen verschloss.

Weitere Details der Umwehrung
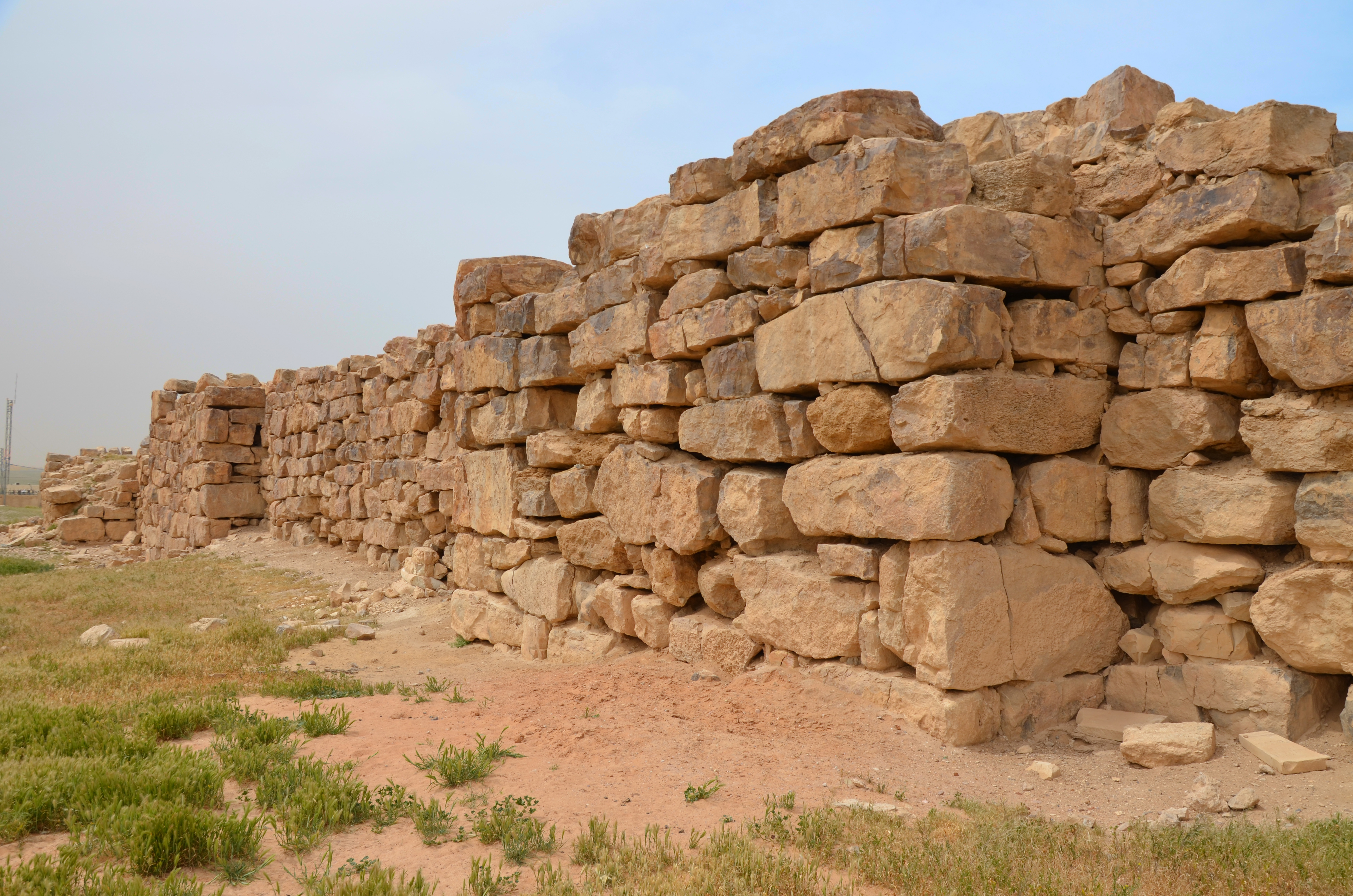
Die östliche Umwehrung von Norden (Zustand 2017)
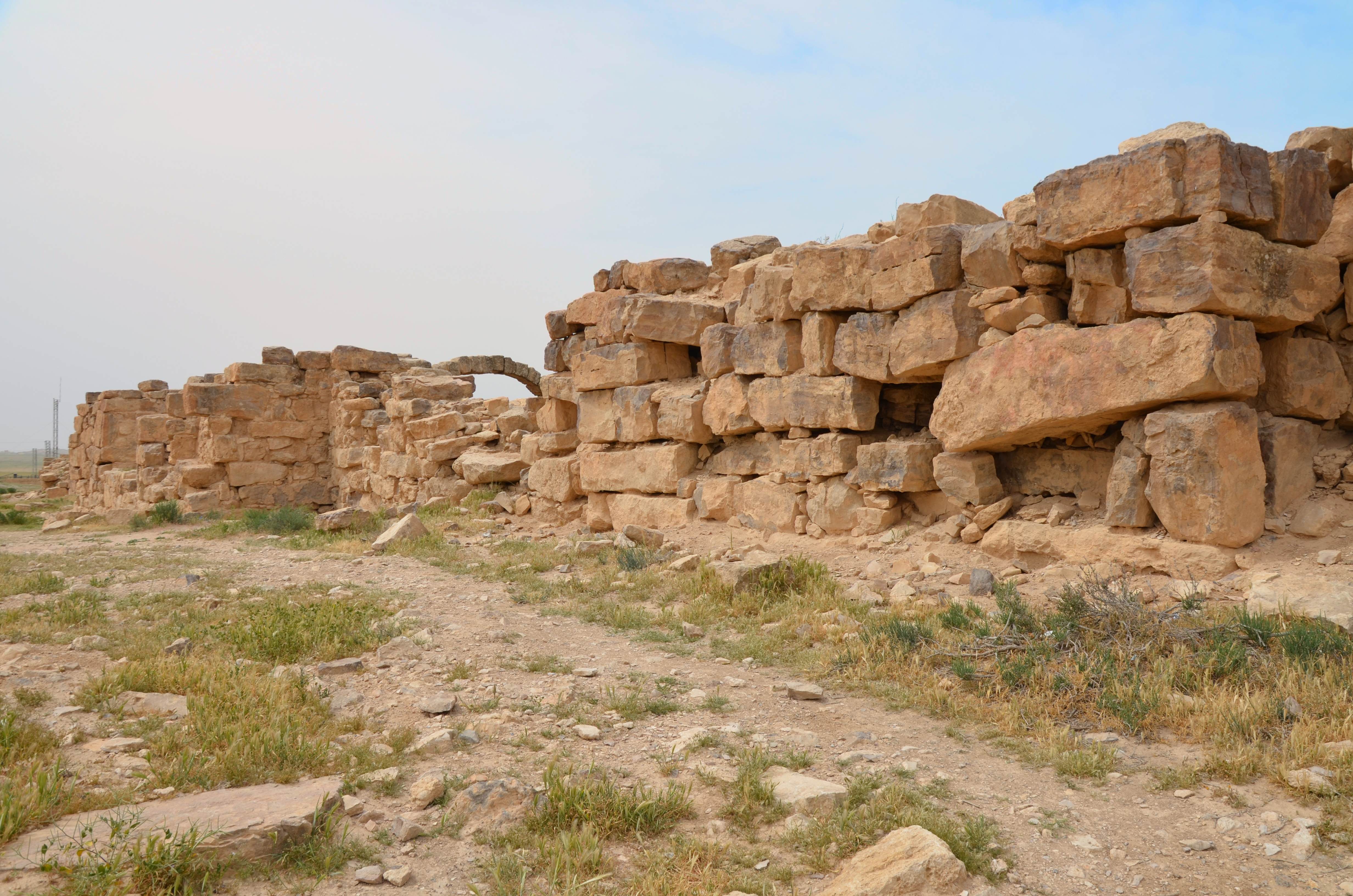
Die östliche Umwehrung von Norden (Zustand 2017)
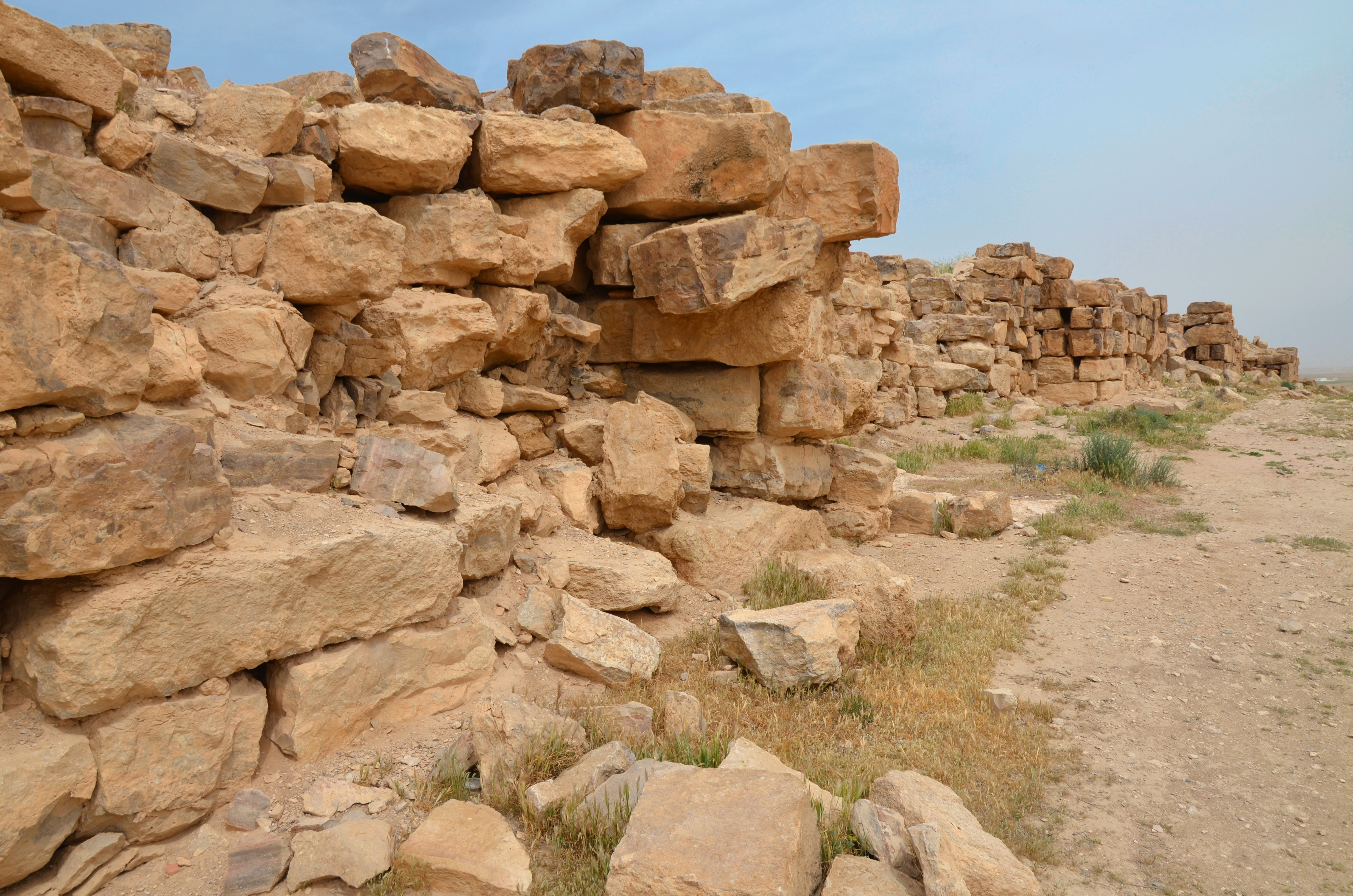
Die östliche Umwehrung von Süden (Zustand 2017)
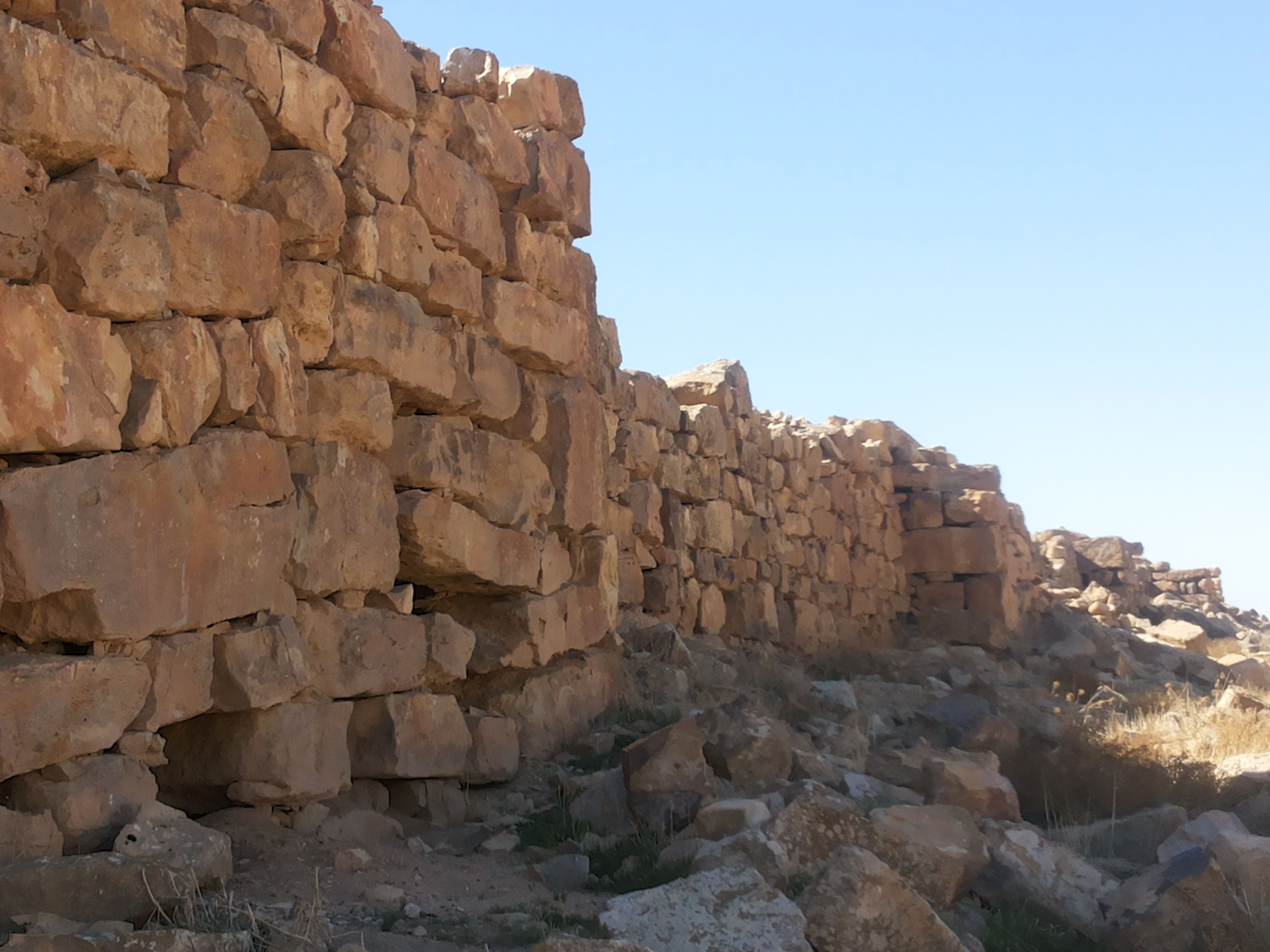
Die östliche Umwehrung von Süden (Zustand 2014)

### Torbau

#### Bauphase 1

Bauphase 1

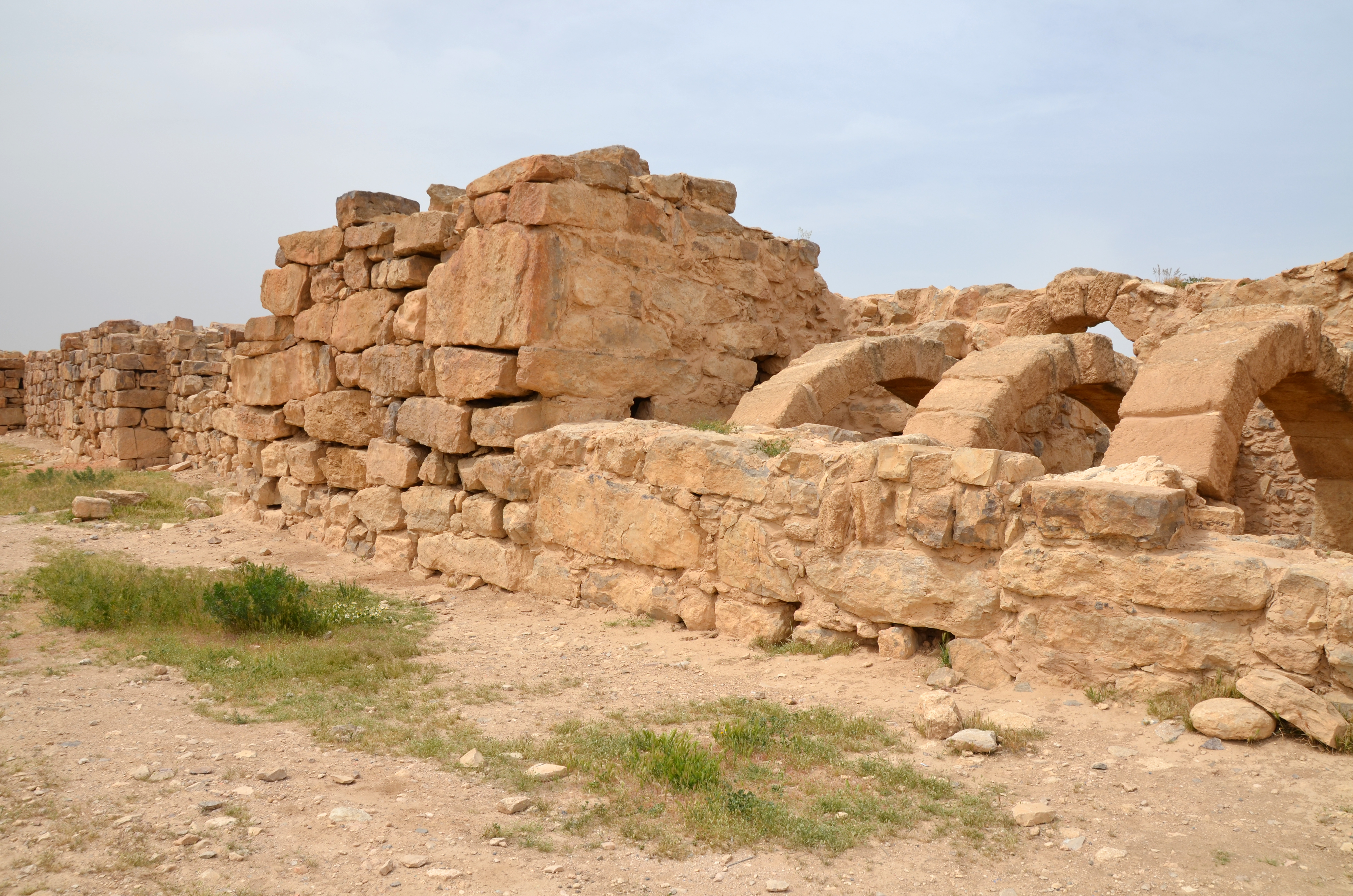
Reste des Osttores mit dem südlichen Torturm und den drei Bögen des nachträglich eingebauten Schwitzbades (Zustand 2017)

Das Kastell besaß ein einziges Tor an der östlichen Flanke, das mittig in die dortige Umfassungsmauer eingebaut war. Die einspurige Zufahrt war 3,50 Meter breit und wurde von zwei rechteckigen Tortürmen flankiert, die gleichfalls wohl in Schalenbauweise mit massivem Sockel aufgeführt waren.

#### Bauphase 2
Während der Umgestaltung des Tores im 8. Jahrhundert zu einem kleinen Schwitzbad (Laconium) wurde die an den Torwangen angebrachte leicht ins Torinnere ragende Laibung ausgebrochen. Damit muss auch der mutmaßliche, sich über dieser Laibung erhebende Torbogen entfernt worden sein. Notwendig war er nicht mehr, da das Tor vollständig vermauert wurde, um das Schwitzbad, das zwischen den Tortürmen eingebaut wurde, zu etablieren. Weitere Veränderungen betrafen die das Tor flankierenden Türme. Hier wurde die zum Lagerinneren offene Westseite vermauert, so dass dort ein kleiner, rechteckiger Raum entstand, der im nördlichen Torturm noch nachweisbar ist. Der Raum erhielt eine Türe, die in die südwestlichste Ecke verschoben war. Aufgrund dieser Anordnung musste im Bereich dieser Türe sogar die Innenseite der Südwand des Turmes leicht verjüngt werden, um Platz für den Durchgang zu schaffen. Der Grund für diesen unprofessionell wirkenden Umbau war eine ebenfalls neu errichtete Mauer, die waagrecht aus dem Lagerinneren kam und an die neue Innenwand des Turmes stieß. Die Türe sollte sich dabei offensichtlich unbedingt an der Südseite dieser Mauer öffnen. Der geziegelte Boden im ersten Stock des Nordturms wies keinerlei Spuren einer festen Treppenkonstruktion auf, die einen weiteren Aufstieg in den Turm erlaubt hätte, auch war kein Türe zu den anschließenden Kurtinen vorgesehen.

## Truppe
Für die überlieferte Einheit, die Equites promoti indigenae ist das Kastron Mefaa mit seinen 2,20 Hektar eigentlich zu groß, wenn man die Anlage mit dem nächstgelegenen Legionslager vergleicht, das eine Fläche von etwa 4,60 Hektar einnahm. Die Divergenz wird noch deutlicher, wenn Mefaa mit dem südlich gelegenen, 0,31 Hektar großen Praetorium Mobeni verglichen wird, das auch eine berittene Einheit aufgenommen haben soll. Bujard stellte zu diesem Missverhältnis einige Hypothesen auf. Möglicherweise war die ursprünglich in Mefaa stationierte Truppe wesentlich größer als jene, von der die Notitia Dignitatum fast 100 Jahre nach Etablierung des Kastells berichtete. Solche Truppenreduzierungen in der Region sind im Laufe des 4. Jahrhunderts mehrfach beobachtet worden. Möglicherweise war das Kastell auch zum Schutz eines dort bereits existierenden Dorfes, das ein verbündeter arabischer Stamm bewohnte, errichtet worden. Die weitere zivile Transformation des Kastells, bei der sich die Bevölkerung unter anderem hinter dessen Mauern zurückzog und für ihre Zwecke vollständig umbaute, kann im Übrigen wohl nicht ohne die Zustimmung der Militärbehörden erfolgt sein und muss im Rahmen einer veränderten Grenzschutzpolitik möglich gewesen sein.
Der Historiker Ariel S. Lewin schrieb, dass die Stationierung der Equites promoti indigenae in Mefaa Teil der Grenzschutzreformen im Nahen Ostens war, die von Diokletian und seinem Mitkaiser Galerius (293–311) prädisponiert wurden. Dabei lässt sich nicht ohne weiteres entscheiden, ob es sich bei diesen Kavalleristen um Legionsangehörige gehandelt hat, oder, wie einige Hinweise nahelegen, um lokal ausgehobenes Militärpersonal.

## Nachkastellzeitliche Entwicklung
Während des 6. Jahrhunderts wurde das Kastell umgestaltet. Diese Änderungen betrafen sowohl die Umwehrung als auch im Besonderen den Innenausbau der Fortifikation. So wurden zwei neue Tore in die Nord- und Südfront integriert und, wie beschrieben, im 8. Jahrhundert das Osttor vermauert. Die archäologischen Untersuchungen legen nahe, dass zu dieser Zeit der Innenraum des von den Militärs aufgegebenen Kastells durch die bisher vor den Toren im Lagerdorf lebende Zivilbevölkerung umgestaltet wurde. Offenbar entstand die nun angelegte Bebauung ohne feste Regeln für die räumliche Verteilung. Sowohl die Wohnhäuser als auch die nun angelegten Kirchen waren lediglich durch enge Gassen und unregelmäßige Durchgänge voneinander getrennt. Gleichzeitig entwickelte sich nördlich vor den alten Garnisonsmauern – getrennt durch einen öffentlichen Platz – ein zweites, etwa gleich großes Stadtviertel. In der Mitte des Platzes stand eine Säule, auf der sich ein Kreuz befand. So überliefert das ein Mosaik des 6. Jahrhunderts aus der sogenannten Löwenkirche, einem der zwölf ergrabenen Gotteshäuser von Mefaa. Die weitere Morphologie in der Umayyadenzeit zu diesem Platz und der Säule zeigt der jüngere Mosaikfußboden aus Sankt Stephan. Hier ist die Säule ohne Kreuz dargestellt, da dieses mit dem Einzug des Islam offenbar abgenommen werden musste. Bereits im 6. Jahrhundert fand aufgrund einer Einwanderungswelle aus dem Jemen eine frühe „Arabisierung“ vieler Regionen in den syrischen und palästinischen Provinzen, einschließlich der Arabia und Transjordanien, statt. Die so ins Land gekommenen arabischen Stämme hatten ihre ursprüngliche Heimat im Jemen. Zumeist waren sie Christen und häufig mit dem Byzantinischen Reich verbündet. Zu Beginn des 9. Jahrhunderts erfolgte der Niedergang des christliche Glaubens, Kirchen wurden allem Anschein nach aufgegeben. Die durch den Islam eingeleitete kulturelle und geistige Transformation lässt sich nun auch im archäologischen Kontext nachweisen, da jetzt äußerst einheitliche Keramiktypologien aus der späten Umayyaden- und frühen Abbasidenzeit ab 750 n. Chr. existieren. Rund 1300 Meter nördlich vom Kastell entfernt lag ein Klosterkomplex mit einem 15 Meter hohen Stylitturm in seiner Nähe, der bis heute bei einer kleinen Kirchenruine und einer Zisterne steht. Dies berichten noch arabische Quellen des 9. und 12. Jahrhunderts.

## Spätantiker rückwärtiger Limesverlauf zwischen dem Kastron Mefaa und dem Qasr el-ʿAl
| Anzahl | Zeitstellung                 | Bemerkung                  |
| ------ | ---------------------------- | -------------------------- |
| 2      | frühbronzezeitlich           | ca. 3200–1950 v. Chr.      |
| 1      | eisenzeitlich                | ca. 1200–539 v. Chr.       |
| 30     | frührömisch-nabatäisch       | ca. 63 v. Chr.–135 n. Chr. |
| 2      | spätrömisch                  | ca. 135–324                |
| 22     | spätrömisch-frühbyzantinisch | ca. 135–502                |
| 69     | römisch-byzantinisch         | ca. 135–636                |
| 2      | frühbyzantinisch             | ca. 324–502                |
| 3      | umayadisch                   | ca. 661–750                |
| 2      | ayyubidisch-mamelukisch      | ca. 1174–1516              |
| 3      | osmanisch                    | ca. 1516–1918              |
| 3      | Wandscherben                 | unbestimmbar               |

| Anzahl | Zeitstellung           | Bemerkung                  |
| ------ | ---------------------- | -------------------------- |
| 1      | spätbronzezeitlich     | ca. 1550–1200 v. Chr.      |
| 4      | eisenzeitlich          | ca. 1200–539 v. Chr.       |
| 17     | frührömisch-nabatäisch | ca. 63 v. Chr.–135 n. Chr. |
| 10     | spätrömisch            | ca. 135–324                |
| 158    | römisch-byzantinisch   | ca. 135–636                |
| 12     | frühbyzantinisch       | ca. 324–502                |
| 3      | spätbyzantinisch       | ca. 502–636                |
| 5      | umayadisch             | ca. 661–750                |
| 1      | frühislamisch          | ca. 636–1174               |
| 11     | Wandscherben           | unbestimmbar               |
| 1      | Bronzemünze            | ca. 375–423                |

| Anzahl | Zeitstellung           | Bemerkung                  |
| ------ | ---------------------- | -------------------------- |
| 3      | eisenzeitlich          | ca. 1200–539 v. Chr.       |
| 1      | eisenzeitlich I        | ca. 1200–900 v. Chr.       |
| 4      | eisenzeitlich II       | ca. 900–539 v. Chr.        |
| 17     | frührömisch-nabatäisch | ca. 63 v. Chr.–135 n. Chr. |
| 9      | spätrömisch            | ca. 135–324                |
| 19     | frühbyzantinisch       | ca. 324–502                |
| 4      | spätbyzantinisch       | ca. 500–636                |
| 6      | umayadisch             | ca. 661–750                |
| 10     | frühislamisch          | ca. 636–1174               |
| 187    | Wandscherben           | unbestimmbar               |

| Anzahl | Zeitstellung            | Bemerkung                  |
| ------ | ----------------------- | -------------------------- |
| 9      | eisenzeitlich           | ca. 1200–539 v. Chr.       |
| 13     | eisenzeitlich I         | ca. 1200–900 v. Chr.       |
| 149    | eisenzeitlich II        | ca. 900–539 v. Chr.        |
| 69     | frührömisch-nabatäisch  | ca. 63 v. Chr.–135 n. Chr. |
| 4      | spätrömisch             | ca. 135–324                |
| 1      | frühbyzantinisch        | ca. 324–502                |
| 1      | ayyubidisch-mamelukisch | ca. 1174–1516              |
| 7      | ottomanisch             | ca. 1516–1918              |

| Anzahl | Zeitstellung           | Bemerkung                  |
| ------ | ---------------------- | -------------------------- |
| 2      | frühbronzezeitlich     | ca. 3100–2000 v. Chr.      |
| 3      | eisenzeitlich II       | ca. 900–539 v. Chr.        |
| 213    | frührömisch-nabatäisch | ca. 63 v. Chr.–135 n. Chr. |
| 11     | frührömisch IV         | ca. 73–135                 |
| 11     | spätrömisch            | ca. 135–324                |
| 10     | frühbyzantinisch       | ca. 324–502                |
| 2      | spätbyzantinisch       | ca. 500–636                |
| 11     | ottomanisch            | ca. 1516–1918              |
| 1      | spätottomanisch        | ca. 1703–1918              |